# Jürgen Born
Jürgen Ludger Born (* 24. September 1940 in Berlin) ist ein deutscher Bankkaufmann und war Vorsitzender des Vorstandes bzw. der Geschäftsführung von Werder Bremen.  

## Biografie

### Ausbildung und Beruf
Born studierte nach dem Abitur Wirtschaftswissenschaften in Hamburg. Er arbeitet seit 1967 als Diplom-Kaufmann bei der Deutschen Bank in Stuttgart und in Hamburg. Er war seit 1969 in der Bank für das Südamerikageschäft tätig und zwar von 1969 bis 1977 in Buenos Aires, von 1978 bis 1979 in Frankfurt am Main, London und New York, von 1979 bis 1986 in Asunción, von 1986 bis 1994 in Montevideo und von 1994 bis 1999 in São Paulo. Er war bis zum Rückzug der Deutschen-Bank-Gruppe Vorsitzender der Niederlassungen in Paraguay, Uruguay und Brasilien.
Viele Jahre hindurch war Born außerdem Präsident der Deutschen Handelskammer u. a. in Paraguay und Uruguay. Seit 2000 ist er Honorarkonsul von Uruguay in Bremen. Weitere ehrenamtliche Positionen bekleidete er in Südamerika bei deutschen Schulen, deutschen Clubs und diversen Sozialen-Einrichtungen.

### Zeit bei Werder Bremen
Vom 1. Juli 1999 an übernahm Born ehrenamtlich den Vorsitz des Vorstandes bzw. der Geschäftsführung von Werder Bremen. 
Im März 2009 tauchten in sich unschlüssige, zum Teil manipulierte und überdies gestohlene Unterlagen auf. Diese Dokumente wurden u. a. zur Erpressung von Carlos Delgado (Ehemann der die Dokumente anbietenden Frau Faré in Lima (Peru)), sowie elf weiterer Personen beim FC Bayern München, FC Chelsea (London), dem Hamburger SV und Werder Bremen genutzt. In diesem Zusammenhang tauchten auch Vorwürfe gegen Born auf, in deren Folge Born zum Schutze des Images des Clubs freiwillig am 13. März 2009 von seinem Amt zurücktrat. Die Vorwürfe erwiesen sich nach einem neutralen Prüfungsbericht durch die von Werder beauftragten Wirtschaftsprüfer von Pricewaterhouse Coopers (PwC) als haltlos.
Werder Bremen verabschiedete Born am 8. September 2009 in Anwesenheit u. a. der Gremien des Clubs, von Sponsoren und Vertretern des Sports und überreichte ihm eine lebenslange Dauerkarte für den VIP-Rang-Platin im Bremer Weserstadion.
2011 erhielt Born im Weser-Stadion die Goldene Ehrennadel des Vereins für seine zehnjährige ehrenamtliche Vorsitzendentätigkeit bei Werder.